# Tansania-Park

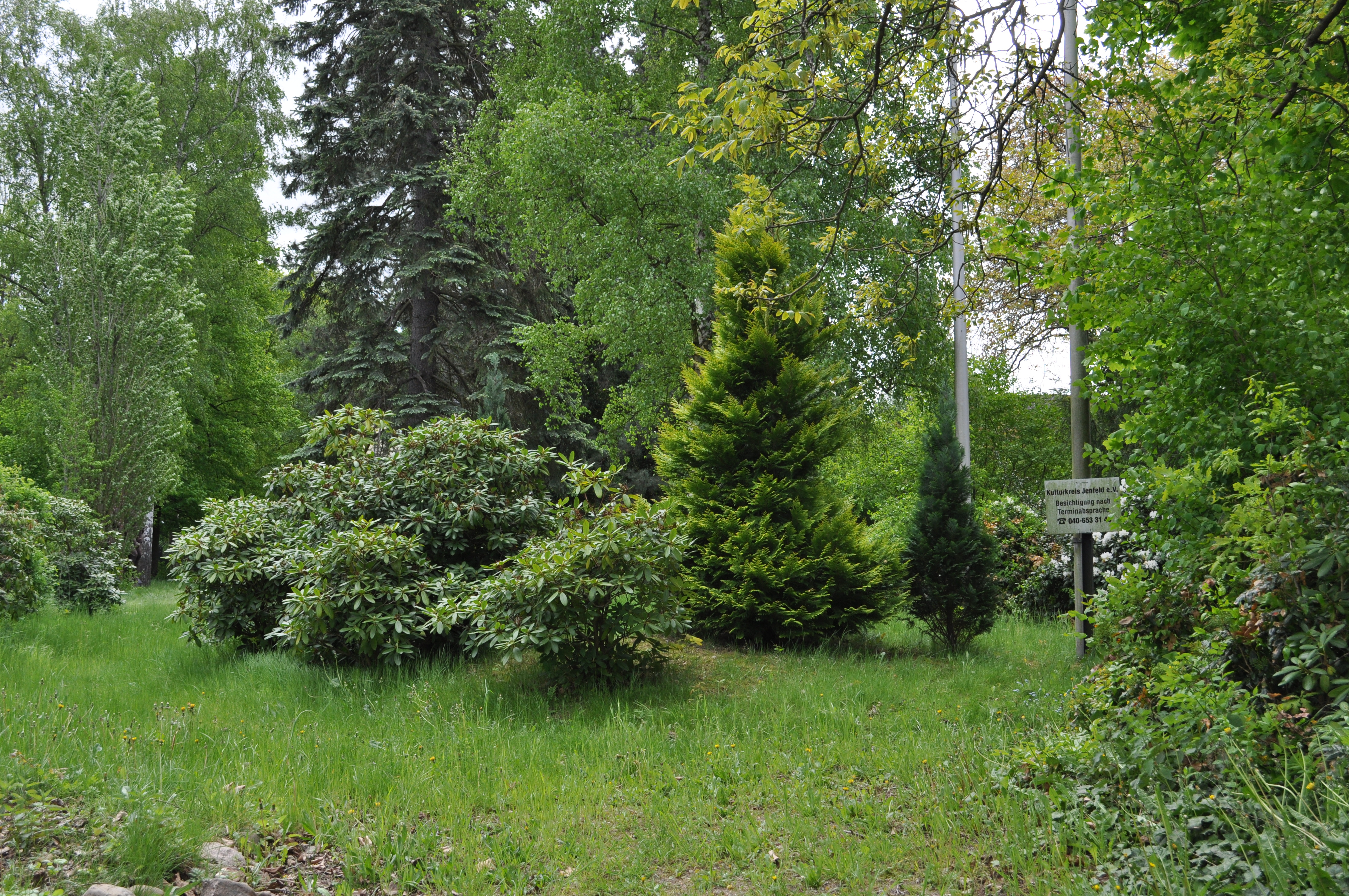
Blick in den Tansania-Park im Mai 2012

Der Tansania-Park ist die inoffizielle Bezeichnung einer Denkmalanlage in Hamburg-Jenfeld, die Ehrenmale und Skulpturen aus der deutschen Kolonialgeschichte präsentiert. Diese wurde 2003 von dem privat initiierten Kulturkreis Jenfeld auf dem Gelände der ehemaligen Lettow-Vorbeck-Kaserne geschaffen. Ein inhaltlicher Bezug zu dieser Liegenschaft besteht durch den Namensgeber des 1999 geschlossenen Bundeswehrstandortes Paul von Lettow-Vorbeck, Kommandeur der Schutztruppe für Deutsch-Ostafrika, das heutige Tansania, während des Ersten Weltkriegs. Da sich auf dem Gelände und an den Gebäudefassaden bereits zahlreiche Militär- und Kolonialsymbole befinden, darunter Keramikreliefportraits der Militärs Hermann von Wissmann, Paul von Lettow-Vorbeck und Lothar von Trotha, sollten weitere Denkmale der deutschen und insbesondere der hamburgischen Kolonialgeschichte, die teilweise eingelagert sind, an diesem Ort aufgestellt werden.
Im Juli 2014 beschloss der Hamburger Senat, ein Programm zur „Aufarbeitung des kolonialen Erbes“ auf den Weg zu bringen, mit dem das Gelände unter dem Titel Geschichtsgarten Deutschland-Tansania als Gedenkort eingerichtet werden soll.

## Kolonialdenkmäler

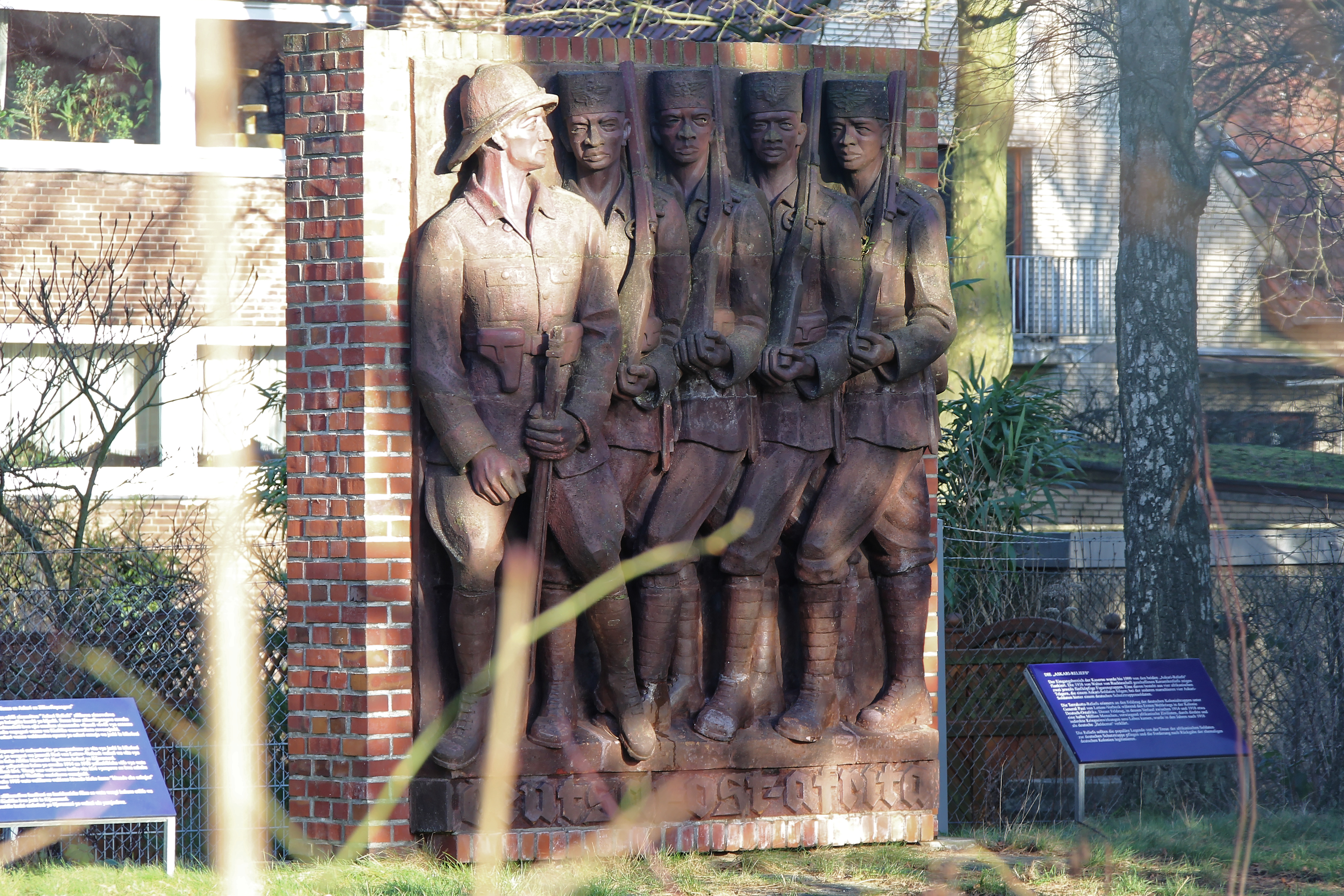
Rechte Seite Deutsch-Ostafrika-Kriegermal (fälschlicherweise Askari-Reliefs), Januar 2015

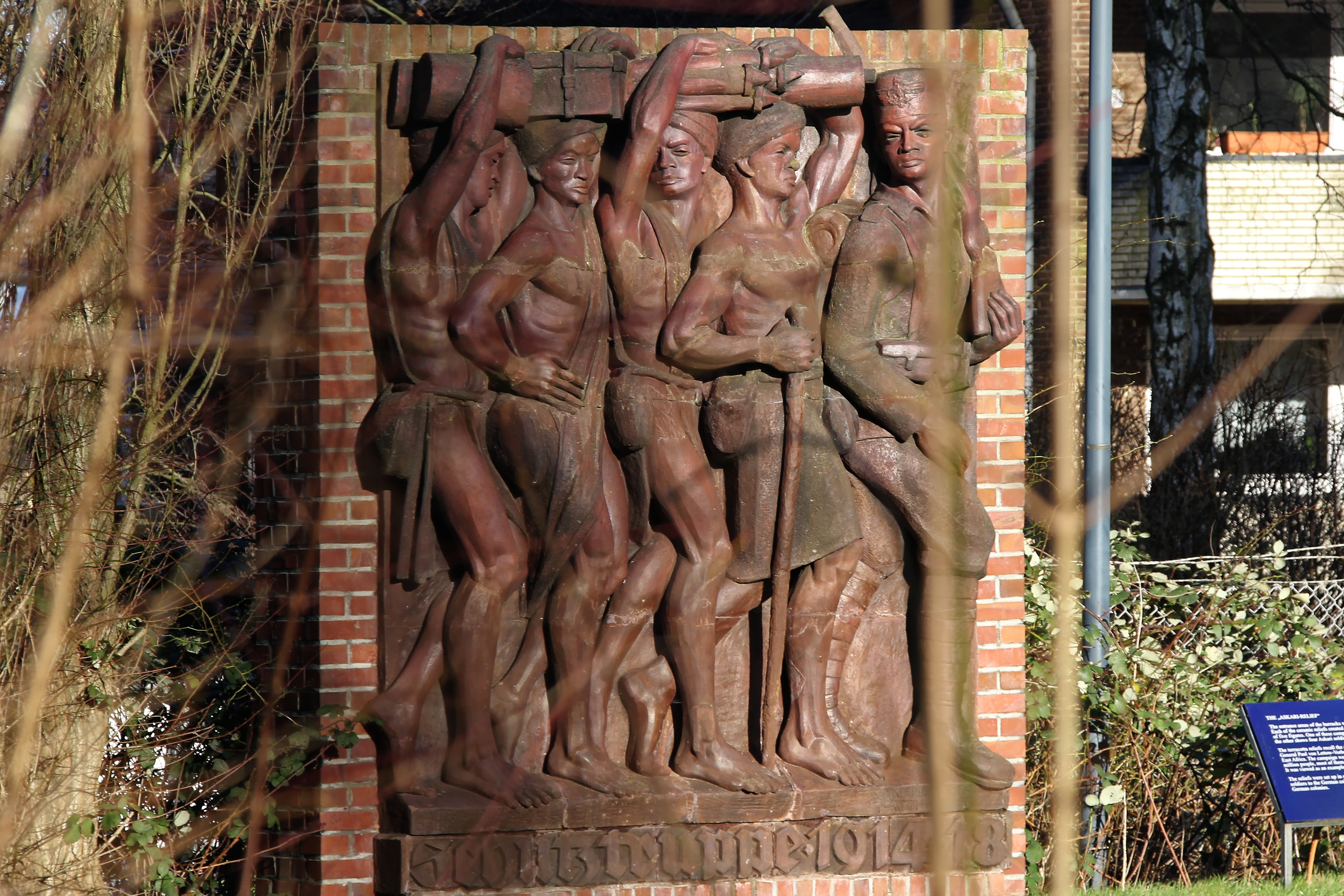
Linke Seite Deutsch-Ostafrika-Kriegermal (fälschlicherweise Askari-Reliefs), Januar 2015

Zentraler Bestandteil des Parks ist das Schutztruppen-Ehrenmal aus der Zeit des Nationalsozialismus, das im August 1939 von Lettow-Vorbeck und führenden Nationalsozialisten zur Erinnerung an die deutschen Kolonialtruppen eingeweiht wurde. Es besteht aus einem hohen Pfeiler mit einem Lorbeerkranz, der ein Eisernes Kreuz umrahmt und auf dem die eines Reichsadlers sitzt. Vier Gedenktafeln an der umgebenden Backsteinmauer erinnern an die im Ersten Weltkrieg in den Kolonien Gefallenen, es werden 1155 deutsche Soldaten und 8965 afrikanische Askari und Hilfskrieger erwähnt, die „ihr Leben für ihr Vaterland gelassen haben“. Zusätzlich wurde 1965 eine weitere Gedenktafel angebracht, die des nationalsozialistischen Afrikakorps der Wehrmacht gedenkt.
Erneut aufgestellt wurden 2003 zwei sogenannte Askari-Reliefs. Es handelt sich dabei um die beiden Teile des ehemaligen Deutsch-Ostafrika-Kriegerdenkmals des Bildhauers und Adjutanten von Lettow-Vorbeck Walter von Ruckteschell, die an beiden Seiten des Haupteingangs der Kaserne angebracht waren und ebenfalls 1939 eingeweiht wurden. Die überlebensgroßen Figurengruppen aus Terracotta stellen auf dem einen Teil, ehemals rechts der Einfahrt, einen Schutztruppen-Offizier gefolgt von vier Askari und auf dem gegenüberstehenden einen Askari gefolgt von vier Trägern dar. Die Denkmäler gelten als Teil der moralischen Mobilmachung für den Zweiten Weltkrieg, die Bilder sollten jungen Wehrmachtssoldaten als Vorbild dienen.
Die Initiatoren des Parks, der Kulturkreis Jenfeld, stellten dar, mit dem Tansania-Park einen Beitrag zur Aufarbeitung der deutsch-afrikanischen Vergangenheit leisten zu wollen. Der Park solle zur Verständigung der Länder beitragen und zum kulturellen Austausch anregen. Die Baubehörde übernahm die Kosten für Denkmalrestaurierung und Parkgestaltung. Ergänzt werden sollte die Anlage durch den Tanzania-Pavillon der Expo 2000 in Hannover. Im Gespräch war zeitweise auch die Aufstellung des umstrittenen Wissmann-Denkmals, das im Keller der Sternwarte Bergedorf eingelagert ist.

## Die Nicht-Eröffnung des Parks
Für den September 2003 war die Einweihung des Parks unter Teilnahme eines Regierungsmitglieds aus Tansania geplant. Doch schloss sich Tansanias damaliger Regierungschef Frederick Sumaye der internationalen Kritik an und zog die Unterstützung für das Projekt zurück. Eine offizielle Einweihung und damit behördliche Namensvergabe fand bis heute nicht statt. Das Gelände ist nicht öffentlich zugänglich.

## Kritik
Seit Anbeginn der Planung ist um den Tansania-Park in der Öffentlichkeit und den Medien eine Kontroverse entbrannt. Kritiker sehen in der unkommentierten Aufstellung der Denkmäler eine kolonialrevisionistische Heldenverehrung sowie die unkritische und verharmlosende Präsentation von Nazi-Hinterlassenschaften. Es kam mehrfach zu Demonstrationen und Protestveranstaltungen am Gelände. So wurde es im Jahr 2003 in einer symbolischen Aktion in Mohammed Hussein Bayume Park umbenannt, nach dem 1944 im KZ Sachsenhausen ermordeten ehemaligen Askari Bayume Mohamed Husen „im Gedenken an die Opfer kolonialer Ausbeutung und rassistischer Gewalt“.
Seit dem Jahr 2005 wird von einem Beirat des Bezirks Wandsbek, unter Beteiligung der Bezirksfraktionen, von Hamburger Behörden, dem Museum am Rothenbaum, der Helmut-Schmidt-Universität und dem Eine Welt Netzwerk Hamburg ein neues Konzept für den Park entwickelt. Einigkeit wurde darüber erzielt, dass die Denkmäler und weiteren Baulichkeiten des Kasernengeländes durch Text- und Bildtafeln in ihren historischen Entstehungskontext gestellt werden und die Darstellung der deutschen Kolonialherrschaft in Afrika eine zentrale Stellung einnehmen soll.

## Aktuelle Entwicklungen
Im Oktober 2023 veranstaltete der Salon International e. V. das Symposium „Tansania Park – Eine Annäherung“. Dabei wurden in Vorträgen, Rundgängen und einem Theaterstück zentrale Fragen zur kolonialen Vergangenheit des Parks diskutiert. Dafür wurde die Initiative „Tansania-Park* in Jenfeld“ 2023 vom Verein Salon International e. V. ins Leben gerufen. Seitdem arbeitet die Initiative kontinuierlich daran, den Park aus einer machtkritischen und postkolonialen Perspektive zu betrachten.
In Zusammenarbeit mit lokalen und internationalen Beteiligten aus Deutschland und Tansania setzt sich die Initiative kritisch mit dem kolonialen Erbe des Parks auseinander. Dabei geht es um die Frage, wie koloniale Kontinuitäten fortbestehen und welche historischen Zusammenhänge bislang wenig beleuchtet wurden. Ziel ist es, hegemoniale Narrative zu hinterfragen und alternative Perspektiven auf Erinnerungskultur zu eröffnen.